# Fyns storkrets
Fyns storkrets (danska: Fyns storkreds) är en av tio storkretsar som används vid val till Folketinget sedan 2007. Den omfattar området kring öarna Fyn, Langeland och Ærø och är indelad i valkretsarna Odense Øst, Odense Vest, Odense Syd, Assens, Middelfart, Nyborg, Svendborg och Fåborg.

## Valresultat

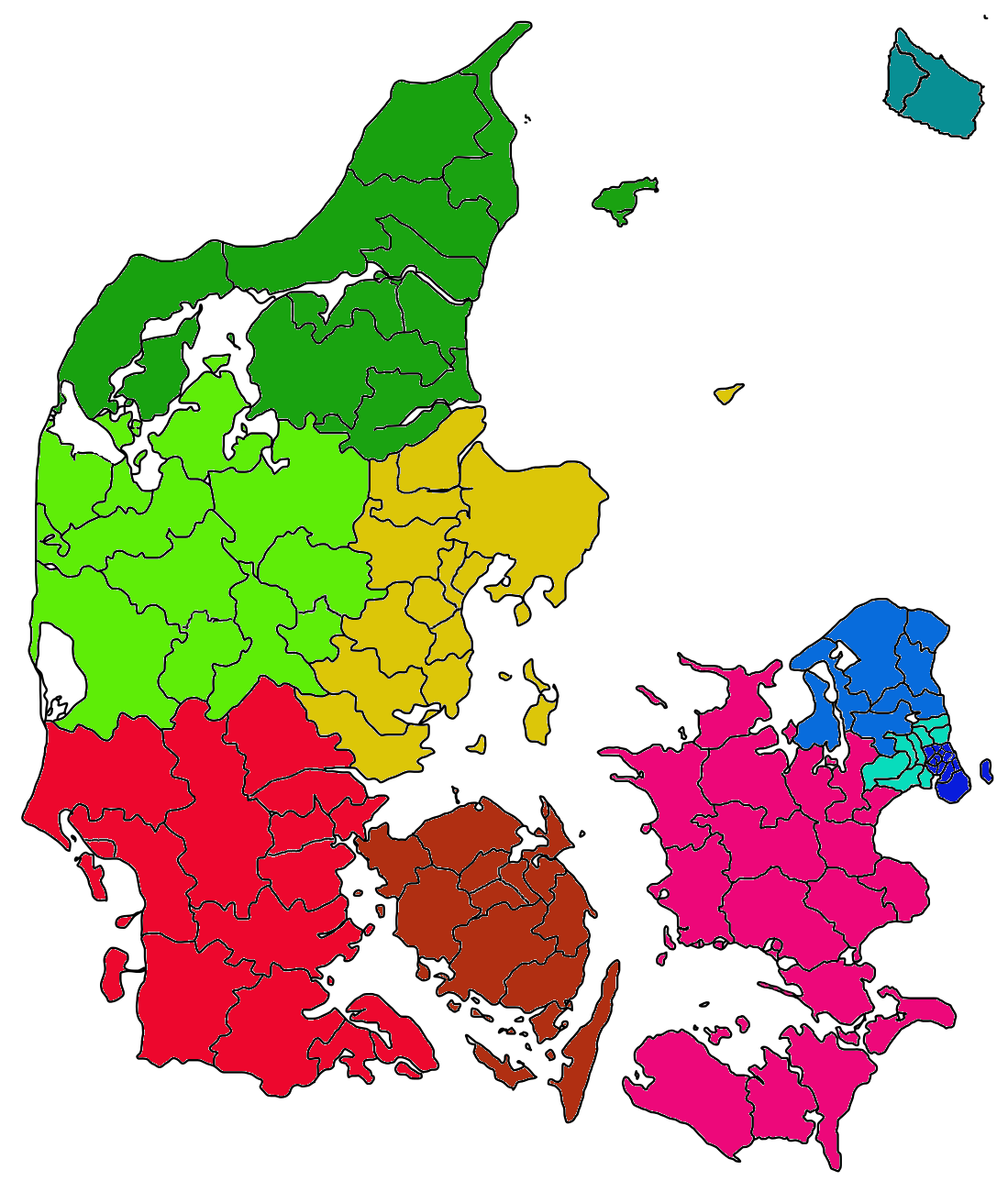
Storkretsar med Fyn och valkretsar (avgränsade med svarta sträck)

| Parti                       | 2007    | 2011    | 2015    | 2019    | 2022    |
| --------------------------- | ------- | ------- | ------- | ------- | ------- |
| Socialdemokratiet           | 26,9    | 28,4    | 28,9    | 30,2    | 32,5    |
| Venstre                     | 21,4    | 24,3    | 18,2    | 23,4    | 11,8    |
| Dansk Folkeparti            | 14,8    | 12,3    | 21,8    | 8,9     | 2,6     |
| Socialistisk Folkeparti     | 14,0    | 10,5    | 4,4     | 6,7     | 8,2     |
| Det Konservative Folkeparti | 13,3    | 5,1     | 3,5     | 6,2     | 5,2     |
| Radikale Venstre            | 5,0     | 8,4     | 3,4     | 7,3     | 3,0     |
| Liberal Alliance            | 2,4     | 4,2     | 6,5     | 1,9     | 6,4     |
| Enhedslisten                | 1,4     | 6,3     | 8,5     | 6,8     | 4,7     |
| Kristendemokraterne         | 0,4     | 0,4     | 0,4     | 1,1     | 0,4     |
| Alternativet                |         |         | 4,5     | 3,0     | 2,7     |
| Nye Borgerlige              |         |         |         | 1,9     | 3,5     |
| Stram Kurs                  |         |         |         | 1,9     |         |
| Klaus Riskær Pedersen       |         |         |         | 0,8     |         |
| Moderaterne                 |         |         |         |         | 9,9     |
| Danmarksdemokraterne        |         |         |         |         | 8,2     |
| Frie Grønne                 |         |         |         |         | 0,9     |
| Partilösa                   | 0,0     | 0,1     |         |         | 0,1     |
| Röstande                    | 309 658 | 315 660 | 312 103 | 312 542 | 311 425 |

## Valda
| Krets                       | 2007                                                        | 2011                                                                                   | 2015                                                                              | 2019                                                                         | 2022                                                                                               |
| --------------------------- | ----------------------------------------------------------- | -------------------------------------------------------------------------------------- | --------------------------------------------------------------------------------- | ---------------------------------------------------------------------------- | -------------------------------------------------------------------------------------------------- |
| Socialdemokratiet           | Carsten Hansen, Julie Skovsby, Niels Sindal, Poul Andersen  | Pernille Rosenkrantz-Theil, Carsten Hansen, Trine Bramsen, Jan Johansen, Julie Skovsby | Dan Jørgensen, Jan Johansen, Trine Bramsen, Erik Christensen, Julie Skovsby       | Dan Jørgensen, Trine Bramsen, Jan Johansen, Bjørn Brandenborg, Julie Skovsby | Bjørn Brandenborg, Dan Jørgensen, Trine Bramsen, Sara Emil Baaring, Thomas Skriver Jensen, Kim Aas |
| Venstre                     | Erling Bonnesen, Lars Chr. Lilleholt, Britta Schall Holberg | Lars Chr. Lilleholt, Jakob Ellemann-Jensen, Erling Bonnesen, Jane Heitmann             | Erling Bonnesen, Lars Chr. Lilleholt, Jane Heitmann                               | Lars Chr. Lilleholt, Erling Bonnesen, Marlene Ambo-Rasmussen, Jane Heitmann  | Erling Bonnesen, Lars Chr. Lilleholt                                                               |
| Dansk Folkeparti            | Kristian Thulesen Dahl, Tina Petersen                       | Jens Henrik Thulesen Dahl, Alex Ahrendtsen                                             | Jens Henrik W. Thulesen Dahl, Alex Ahrendtsen, Pernille Bendixen, Dorthe Ullemose | Jens Henrik W. Thulesen Dahl, Alex Ahrendtsen                                | |
| Socialistisk Folkeparti     | Anne Baastrup, Karsten Hønge                                | Anne Baastrup, Annette Vilhelmsen                                                      | Karsten Hønge                                                                     | Karsten Hønge                                                                | Karsten Hønge                                                                                      |
| Det Konservative Folkeparti | Bendt Bendtsen, Vivi Kier                                   | Mai Henriksen                                                                          | Mai Mercado                                                                       | Mai Mercado                                                                  | Mai Mercado                                                                                        |
| Radikale Venstre            | Niels Helveg Petersen                                       | Camilla Hersom                                                                         |                                                                                   | Rasmus Helveg Petersen                                                       | |
| Liberal Alliance            |                                                             | Merete Riisager                                                                        | Merete Riisager                                                                   |                                                                              | Katrine Daugaard                                                                                   |
| Enhedslisten                |                                                             | Pernille Skipper                                                                       | Pernille Skipper, Rune Lund                                                       | Victoria Velasquez                                                           | Victoria Velásquez                                                                                 |
| Alternativet                |                                                             |                                                                                        | Roger Matthisen                                                                   |                                                                              | |
| Moderaterne                 |                                                             |                                                                                        |                                                                                   |                                                                              | Rosa Eriksen                                                                                       |
| Danmarksdemokraterne        |                                                             |                                                                                        |                                                                                   |                                                                              | Jens Henrik W. Thulesen Dahl                                                                       |
| Nye Borgerlige              |                                                             |                                                                                        |                                                                                   |                                                                              | Mikkel Bjørn                                                                                       |